# Watsonieae

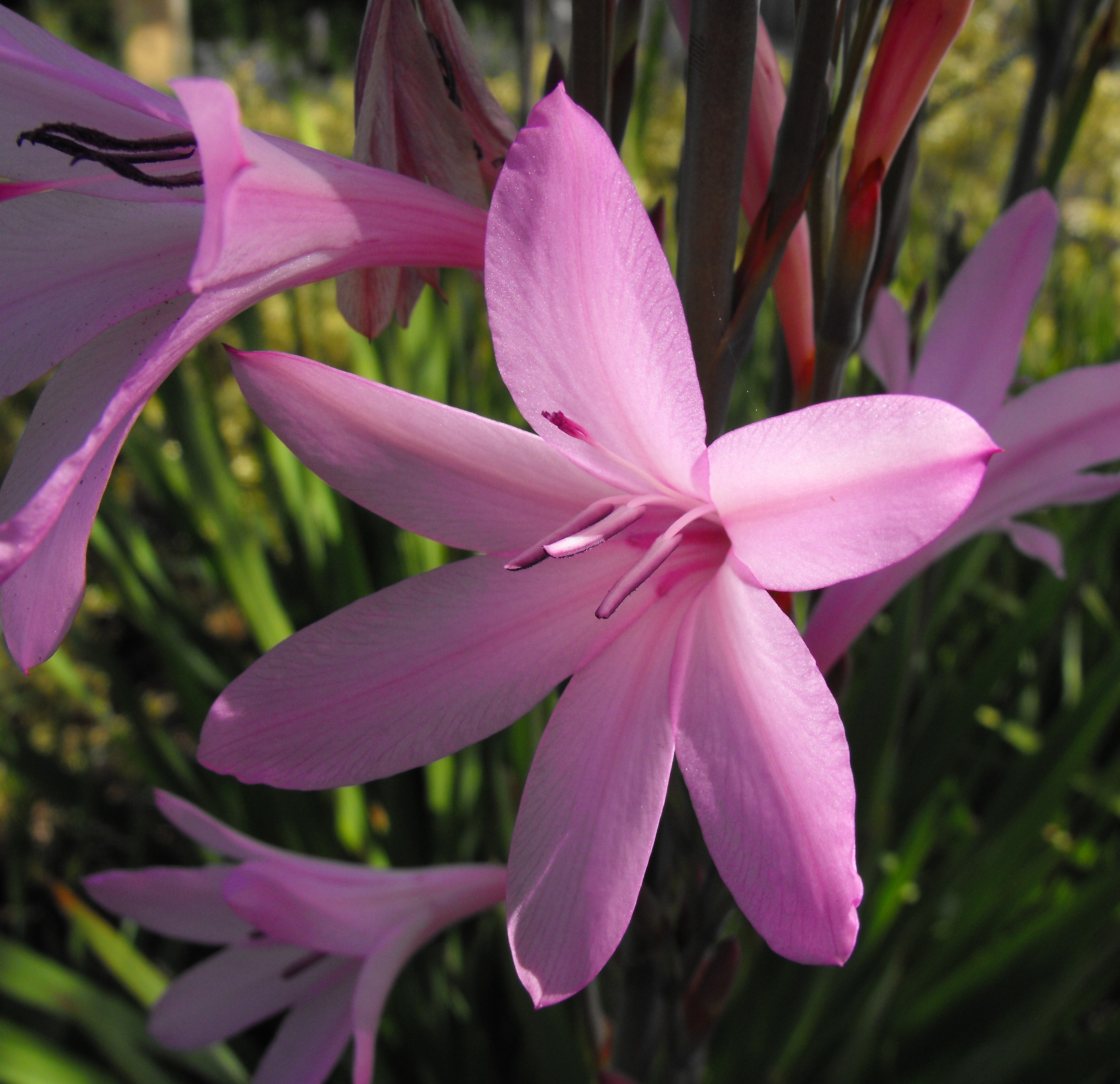
Watsonia borbonica.

Watsonieae é uma tribo da subfamília Crocoideae das Iridaceae que agrupa 8 géneros e cerca de 111 espécies de plantas herbáceas bulbosas maioritariamente da África Austral.

## Descrição
A tribo Watsonieae Klatt (1882) compreende 8 géneros e cerca de 111 espécies. Os géneros são: Cyanixia, com uma única espécie no arquipélago iemenita de Socotorá; Lapeirousia, com 42 espécies distribuídas pela  África do Sul e pelas regiões tropicais da África; Micranthus, com três espécies; Pillansia, com uma espécie; Thereianthus com 8, todas no Capensis; Savannosiphon, monoespecífico, nativo das regiões tropicais meridionais da África; Zygotritonia, com 4 espécies, dos trópicos da África; e Watsonia, com cerca de 51 espécies, todas da África Austral.

## Taxonomia
Na sua presente circunscrição taxonómica a tribo Watsonieae Klatt — agrupa 8 géneros:
- Cyanixia Goldblatt & J.C.Manning — inclui apenas uma espécie:
  - Cyanixia socotrana (Hook. f.) Goldblatt & J.C.Manning — foi segregada em 2004 do género Babiana e é um endemismo da ilha de Socotrá.[2]
- Lapeirousia Pourr. — com cerca de 42 espécies, nativa dos trópicos da África e do sul da África.
- Micranthus (Pers.) Eckl. — com apenas 3 espécies, duas da província do Cabo Ocidental e uma do Cabo Setentrional.[3]
- Pillansia L.Bolus — inclui apenas uma espécie:
  - Pillansia templemannii (Baker) L. Bolus — endémica na província sul-africana do Cabo Ocidental.[4]
- Savannosiphon Goldblatt & Marais — inclui apenas uma espécie:
  - Savannosiphon euryphylla (Harms) Goldblatt & Marais — nativa das regiões tropicais do sul da África.
- Thereianthus G.J.Lewis — com cerca de 11 espécies, endémicas na província sul-africana do Cabo Ocidental.[5]
- Watsonia Mill. (sin.: Meriana Trew, Lomenia Pourr., Lemonia Pers., Warneria Mill. ex L., Neuberia Eckl. nom. nud.) — agrupa  cerca de 51 espécies, nativas do sul da África.[6]
- Zygotritonia Mildbr. — agrupa 4 espécies das regiões tropicais da África.